# Симане (полуостров)

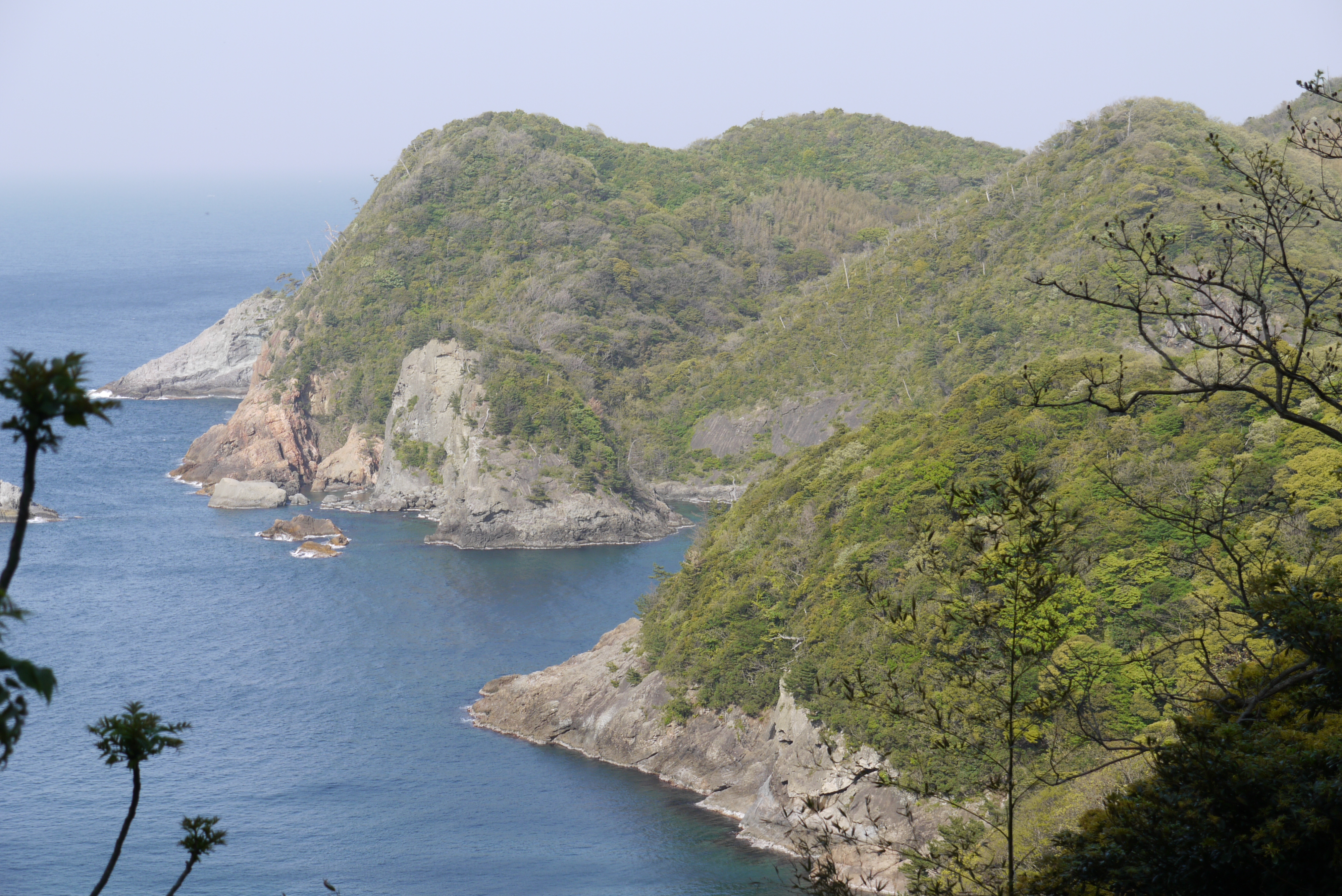
Северное побережье полуострова

Полуо́стров Сима́не (яп. 島根半島 симанэ-ханто:) — полуостров в Японии, в префектуре Симане. Омывается водами Японского моря. Длина полуострова с востока на запад составляет 65-68 км, ширина с юга на север — 5-20 км. Средняя высота над уровнем моря составляет 350 м. Самой западной точкой полуострова является мыс Хиномисаки (日御碕), самой восточной — мыс Дзидзо-саки (地蔵崎). На юге границей полуострова являются равнина Ноги, озеро Накауми, равнина Мацуэ, озеро Синдзи и равнина Идзумо.